# Strijdt met Beleid
Strijdt met Beleid (SMB) is een Nederlandse schaakvereniging uit Nijmegen. Enkele onderbrekingen daargelaten, is zij een van de oudste schaakverenigingen in Nederland.

## Geschiedenis
Op 12 oktober 1848 werd Strijdt met Beleid opgericht. Onder de leden bevond zich een relatief grote groep (oud-)militairen, naast politici en gewone burgers. Onder de bezielende leiding van generaal-majoor J. Hulst (1782-1866) was de vereniging jarenlang actief. SMB kenmerkte zich door veelvuldig buiten de grenzen van de eigen vereniging te kijken. SMB droeg zodoende veelvuldig bij met vooral schaakproblemen aan Sissa en het Duitse Schachzeitung en ze waren betrokken in veel correspondentiepartijen met verenigingen elders in het land.
Naast Hulst nam ook L.J. Bodding (1800-?) binnen de vereniging een bijzonder plek in. Hij was een buitengewoon productief lid, vooral bekend om zijn schaakproblemen, waar hij ook een boek over geschreven heeft.
In 1858 organiseerde SMB onder leiding van Hulst en op initiatief van W.J.L. Verbeek Nederlands eerste nationale schaaktoernooi welk een groot succes werd.
In 1860 organiseerde de vereniging een schaakfeest, waar een schaakprobleem van Bodding centraal stond die opgedragen was aan J.Hulst. Hulst had namelijk landelijk een zilveren beker uitgeloofd voor de juiste oplossing. Op deze dag vond de loting tussen de goede inzenders plaats en werden vervolgens ook consultatiewedstrijden gehouden. Er waren deelnemers uit het hele land. De zilveren beker werd gewonnen door Stael van Holstein uit Brummen. De consultatiewedstrijden werden gewonnen door door Raland/Polak uit Deventer/Nijmegen,  gevolgd door Koopman/Veraart uit Zaltbommel/Bergen  op Zoom en Higger/Van Doorninck uit Monnikendam/Deventer.
De invloed van Hulst op de dynamiek van de vereniging bleek met zijn overlijden in 1866. Zonder zijn stimulerende optreden lijkt de vereniging daarna in korte tijd ingesluimerd te zijn. In 1868 wordt nog gewag gemaakt van enige activiteit, maar daarna lijkt het, op een enkele teken van leven halverwege de achttiennegentiger jaren na, stil.
De Strijdt met Beleid zoals die vandaag de dag bekend is, werd in 1907 heropgericht. Desondanks lijkt de vereniging vast te houden aan de oorspronkelijke oprichtingsdatum van 1848, getuige de vieringen in 1948 en 1998 ter ere van respectievelijk het 100- en het 150-jarig bestaan.

## Toernooien en evenementen
- 2002-heden: Jaarlijkse Walkadetoernooi[2]
- 2009-heden: Open Nijmeegse kampioenschap[2]

## Ereleden
- 1848-1852: Christiaan Messemaker, te Gouda[8]
- 1851: W.J.L. Verbeek, te Wijk bij Duurstede[9]
- <1852: L.J. Bodding (honorair lid)[10]
- 1852: A. Anderssen, Duitse grootmeester[11]
- 1858: F.L. Rutgers, te Leiden.[12]
- 1858: Justus Hendrik Koopman, te Zaltbommel[12]
- 1858: T.J. Werndly, te Deventer[12]
- 1860: J.F. Versteven, te Rotterdam[13]
- ?: Geurt Gijssen[14]
- ?: Ton Verdenius[14]
- ?: Pater Paul Krekelberg[14]
- ?: Gerard van Pelt[14]
- ?: Gerard Eickmans (lid van verdienste)[14]

## Publicaties
- Jan van de Mortel: Geschiedenisboek schaakvereniging Strijd met Beleid. 1848-1998. Nijmegen, SMB, 2002.

- Frans (4 september 2010): "Schaakbeeld 21: Les uit het verleden", op website van SMB